# モダンダンス

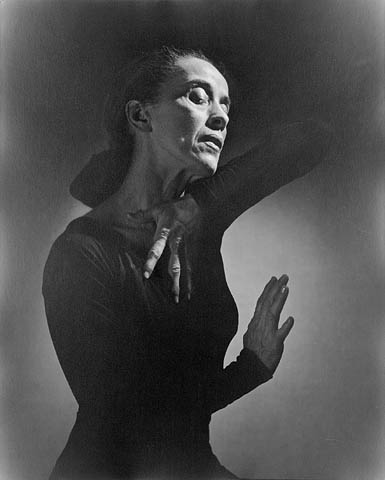
1948年のマーサ・グレアム

モダンダンスは、19世紀末から20世紀初頭にかけて主にドイツとアメリカで生まれた劇場舞踊､タンツテアターのジャンルで、その内容は幅広い。 
モダンダンスは、バレエに対する否定または反逆として現れたとされる。背景には社会経済的および文化的要因もある。19世紀末、イザドラ・ダンカン、モード・アラン、ロイ・フラーなどの舞踊芸術家によって、美的舞踊あるいは自由舞踊と呼ばれる新たな上演の形式と実践が開拓されていた。これらのダンサーは、バレエの厳密な動きの語彙、バレエに相応しいとされた特定の限られた動きの型を無視し、より自由な動きを求めてコルセットとトウシューズの着用をやめた。 
20世紀を通じて、社会政治的な問題、歴史的事件、および他の芸術ジャンルの発展が、アメリカおよびドイツにおけるモダニズムのダンスの持続的な発展を促した。1960年代に入ると、従来のダンスの形式や社会の変化への応答として、ダンスをめぐる新たな考え方が生まれ始める。結果として、ポストモダンダンスのアーティストたちは、モダンダンスの形式主義を否定し、パフォーマンス・アート、コンタクト・インプロヴィゼーション、リリース・テクニック、即興などといった要素を含むものになっていった。 
アメリカのモダンダンスは（大まかに）3つの時代に分けられる。初期（およそ1880年～1923年）では、イザドラ・ダンカン、ロイ・フラー、ルース・セント・デニス、テッド・ショーン、エレノア・キングに代表される。彼らの作品とともに芸術的活動の性質は根本的に変化したが、明確に異質なモダンダンスのテクニックはまだ現れない。中期（およそ1923年～1946年）では、マーサ・グレアム、ドリス・ハンフリー、キャサリン・ダナム、チャールズ・ワイドマン、レスター・ホートンといった振付家たちが、独自の動きのスタイルや語彙の探究に乗り出し、明確に定義されたダンス・トレーニングのシステムを確立した。後期（およそ1946年～1957年）には、ホセ・リモン、パール・プリマス、マース・カニンガム、タリー・ビーティー、エリック・ホーキンス、アンナ・ソコロウ、アンナ・ハルプリン、ポール・テイラー (振付家)などが、抽象表現と前衛的な動きを鮮明に示し、ポストモダンダンスへの道を準備することになる。
モダンダンスは、世代ごとに進化してきた。その芸術上の実質は、振付家ごとに異なり、またスタイルやテクニックも同様である。グレアムやホートンなどが中期に生み出したテクニックは今日でも世界中で教えられており、他にも多様なモダンダンスが存続している。

## 背景
モダンダンスは、バレエへの否定または反逆として現れたとされるが、歴史家は、アメリカとヨーロッパでの社会的・経済的変化がダンスの世界に刺激を与えたと示唆している。アメリカでは、 工業化の進行、（可処分所得と自由時間の多い）中産階級の台頭、ヴィクトリア朝的な社会的圧力の低下などにより、健康と体力増進への新たな関心が生まれた。 「こうした状況の中で、バレエへの不満と同時に、社会構造への拒絶からも、“新しいダンス”は生まれてきたのである」。 同じ時期に、「体育を擁護する人々がモダンダンスの出現を助け、またダンスを熱望する若い女性たちの技術的な基盤となったのは体操であった」。 女子大学は1880年代末までに「審美的な舞踊」のコースを提供し始めた。 当時この新興の芸術形式について詳しく書いたエミル・ラスはこう書いている。 
 「音楽とリズミカルな身体の動きは同時に生まれた、つまり芸術における双子の姉妹である。今日、私たちは,イザドラ・ダンカンやモード・アランたちの芸術作品において、音楽家が作曲において表現するものを作り出すためにダンスが用いられているのを見る。すなわち表現するダンス（interpretative dancing）である」  

### 自由舞踊（フリーダンス）

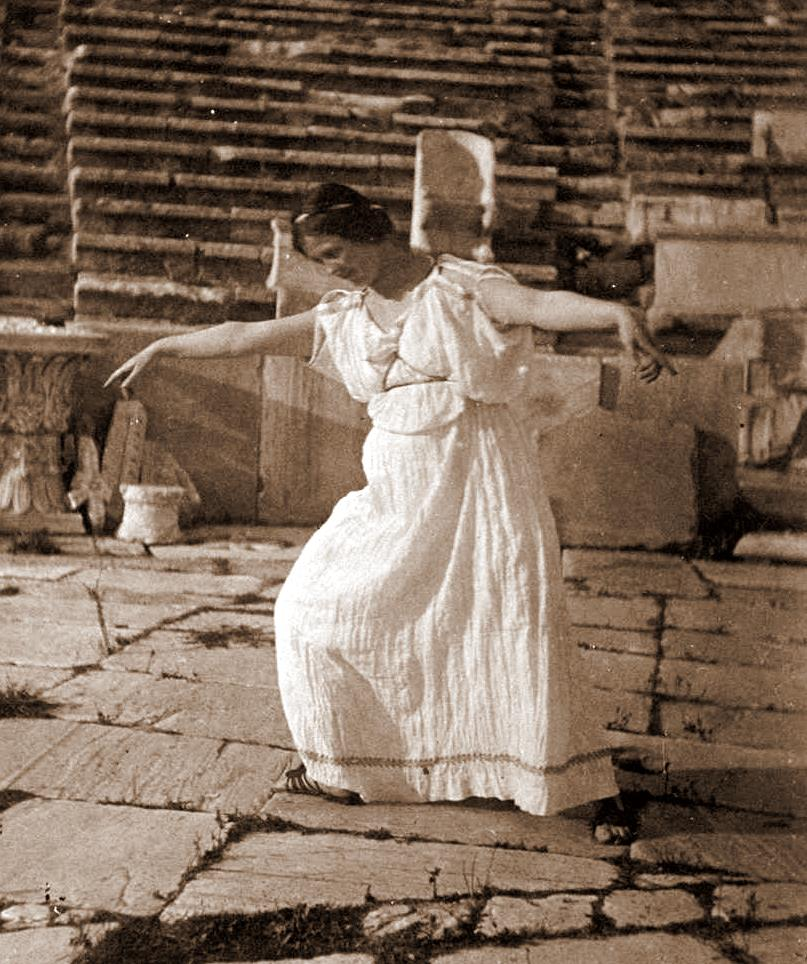
1903年のイザドラ・ダンカン

- 1877年： イザドラ・ダンカンはモダンダンスの先駆者であり、体の中心すなわち胴体、裸足、ゆったりとした髪、自由にたゆたうような衣装、ユーモアを含んだ感情表現に力点を置いた。古典ギリシャ芸術、民俗舞踊、社交ダンス、自然、自然の力、そして新しいアメリカ的な運動すなわちスキップ、ランニング、ジャンプ、跳躍、突発的な動作などに触発された。バレエは醜く無意味な体操だとダンカンは考えていた。生涯の折に触れてアメリカに戻ったが、母国ではあまり高い評価を得られず、ヨーロッパに戻り、1927年にニースで亡くなった。
- 1891年： ロイ・フラー（バーレスクのスカート・ダンサー）は、絹の衣装にガス照明がどんな効果を与えるかを実験し始めた。フラーは自然な動きと即興のテクニックを洗練し、革新的な照明機材と半透明の絹の衣装を組み合わせた。着色ジェルと燃焼性化学物質を用いてルミネッセンスを作り出すといった舞台照明の方法や装置に関して、またヴォリュームのある絹の舞台衣装に関して、特許を取得した。
- 1905：ルース・セント・デニスは女優のサラ・ベルナールと日本人舞踊家の貞奴から影響を受けつつ、インドの文化や神話を独自に翻案した。そのパフォーマンスはすぐに人気を博し、東洋の文化や芸術を研究しつつ広く巡演した。

## ヨーロッパにおける初期モダンダンス、表現舞踊

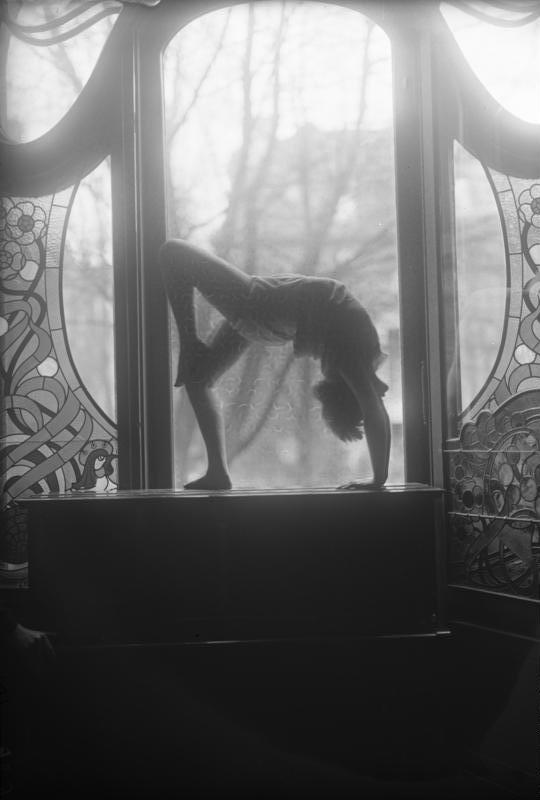
ラバン学校のダンサー。1929年、ベルリン

ドイツのマリー・ヴィグマン、フランソワ・デルサルト、エミール・ジャック＝ダルクローズ（リトミック）、ルドルフ・フォン・ラバン人間の動きと表現の理論や指導法を掘り下げ、モダンダンスと表現主義ダンスの発達を促した。開拓者としてクルト・ヨースやハラルト・クロイツベルクなどがいる。
モダンダンスは表現主義舞踊やノイエ・タンツとも呼ばれた。それは、第一次世界大戦後のドイツにおいて、古典的な形式技法を排して、内面的な表現を重視する動きである。2022年「ドイツにおけるモダンダンスの慣習」はユネスコの無形文化遺産に登録された。

## ラディカルな展開
大恐慌とヨーロッパでのファシズムの脅威の高まりに対する意識から、ラディカルなダンサーたちは同時代の経済的、社会的、民族的、政治的危機を劇的に表現することにより警鐘を鳴らした。 
- ハンヤ・ホルム（英語版）はマリー・ヴィグマンの生徒で、ドレスデンのヴィグマン学校の教師。1931年にニューヨーク・ヴィグマン学校を設立し（1936年にハンヤ・ホルム・スタジオとなった）、ヴィグマン・テクニック、ラバンの空間ダイナミクスの理論、そして後には彼女独自のダンス・テクニックをアメリカのモダンダンスに持ち込んだ。熟練した振付家であり、ベニントンでの最初のアメリカン・ダンス・フェスティバル（英語版）（1934年）の創設アーティストだった。ホルムのダンス作品 Metropolitan Daily はNBCで放映された最初のモダンダンス作品であり、『キス・ミー・ケイト』（1948年）のラバノテーション（英語版）・スコアはアメリカで初めて振付に著作権が認められた事例である。ホルムは劇場舞踊（英語版）やミュージカルの分野で幅広く振付を行った。[10]
- アンナ・ソコロウ（英語版）はマーサ・グレアムとルイス・ホースト（英語版）の生徒であり、1930年頃に自らの舞踊団を設立した。劇的な同時代的イメージを提示するソコロウの作品は概して抽象的で、時間の緊張と疎外、人間の動きに宿る真理を映し出しながら、人間の経験のあらゆる側面を露わにする。
- ホセ・リモンはドリス・ハンフリーとチャールズ・ワイドマンに師事した後、1946年に自身の舞踊団を設立し、ハンフリーを芸術監督として迎えた。ハンフリーの指導の下、リモンは代表作 The Moor’s Pavane（1949年）を生み出した。その振付作品とテクニックは、コンテンポラリーダンスに強い影響を及ぼし続けている。[11]
- マース・カニンガムはマーサ・グレアムのもとで活動し、バレエを学んだ後、1944年にジョン・ケージとの初めてのソロ公演をニューヨークで行った。ケージの影響を受け、ポストモダン的なプロセスを用いつつモダニズムの考え方を取り入れたカニンガムは、偶然性に基づく手続きと純粋に形式的な身体運動を振付に持ち込むと同時に、そのカニンガム・テクニックは20世紀のダンス・テクニックの規範の一つとなった。カニンガムはその非線形的、非クライマックス的、非心理的な抽象作品によってポストモダンダンスの種をまいた。これらの作品においては、一つ一つの構成要素がそれ自体として表現性を持つとともに、それらが何を伝えて来るかは観客自身が（おおむね）決定する。
- エリック・ホーキンスは、ジョージ・バランシンに師事した後、マーサ・グレアムの舞踊団で初の男性ダンサー、およびソリストとなった。1951年、新しいキネシオロジーの分野に興味を持っていたホーキンスは自身の学校を設立し、独自のテクニック（ホーキンス・テクニック）を発展させ、ソマティックなダンス・テクニックの先駆となった。
- ポール・テイラー (振り付け師)（英語版）は、ジュリアード音楽院およびコネチカット大学舞踊学部で学んだ。1952年、アメリカン・ダンス・フェスティヴァルに出演した際に重要な振付家たちから注目を集めた。まずマース・カニンガムの舞踊団、次いでマーサ・グレアム、さらにジョージ・バランシンの舞踊団を経て、1954年にポール・テイラー・ダンス・カンパニー（英語版）を設立。日常動作とモダニズム的な発想の共存が振付の特徴である。トワイラ・サープ、ローラ・ディーン、ダン・ワゴナー、およびセンタ・ドライヴァーが在籍していた。
- アルウィン・ニコライ（英語版）はハンヤ・ホルムに師事した。Masks, Props, and Mobiles（1953年）、Totem（1960年）、Count Down（1979年）などに代表される、そのマルチメディア的な表現は他に類を見ない。多くの場合、空間や衣装の面でダンサーの自由度を制限し、複雑な音響と舞台装置とともに上演する作風であり、そうした障害を克服するという物理的な課題にダンサーの意識を向けさせた。ニコライはダンサーを自己表現する芸術家としてではなく、物理的な空間と動きの特性を探求する存在と捉えていた。

## アメリカのモダンダンス

### アメリカの初期モダンダンス
1915年、ルース・セント・デニスは夫のテッド・ショーンとともにデニショーンの学校および舞踊団を設立した。 セント・デニスは創作の部門を、ショーンはテクニックと構成の指導を担当した。   マーサ・グレアム、ドリス・ハンフリー、およびチャールズ・ワイドマンはいずれもこの学校の生徒で、舞踊団のメンバーであった。ダンカン、フラー、セント・デニスは自分たちの作品をより受け入れてくれる観客を求めてヨーロッパをツアーした。フラーの作品に至ってはヨーロッパ以外ではほとんど支援を得ていない。セント・デニスはアメリカに戻って活動を続けた。 

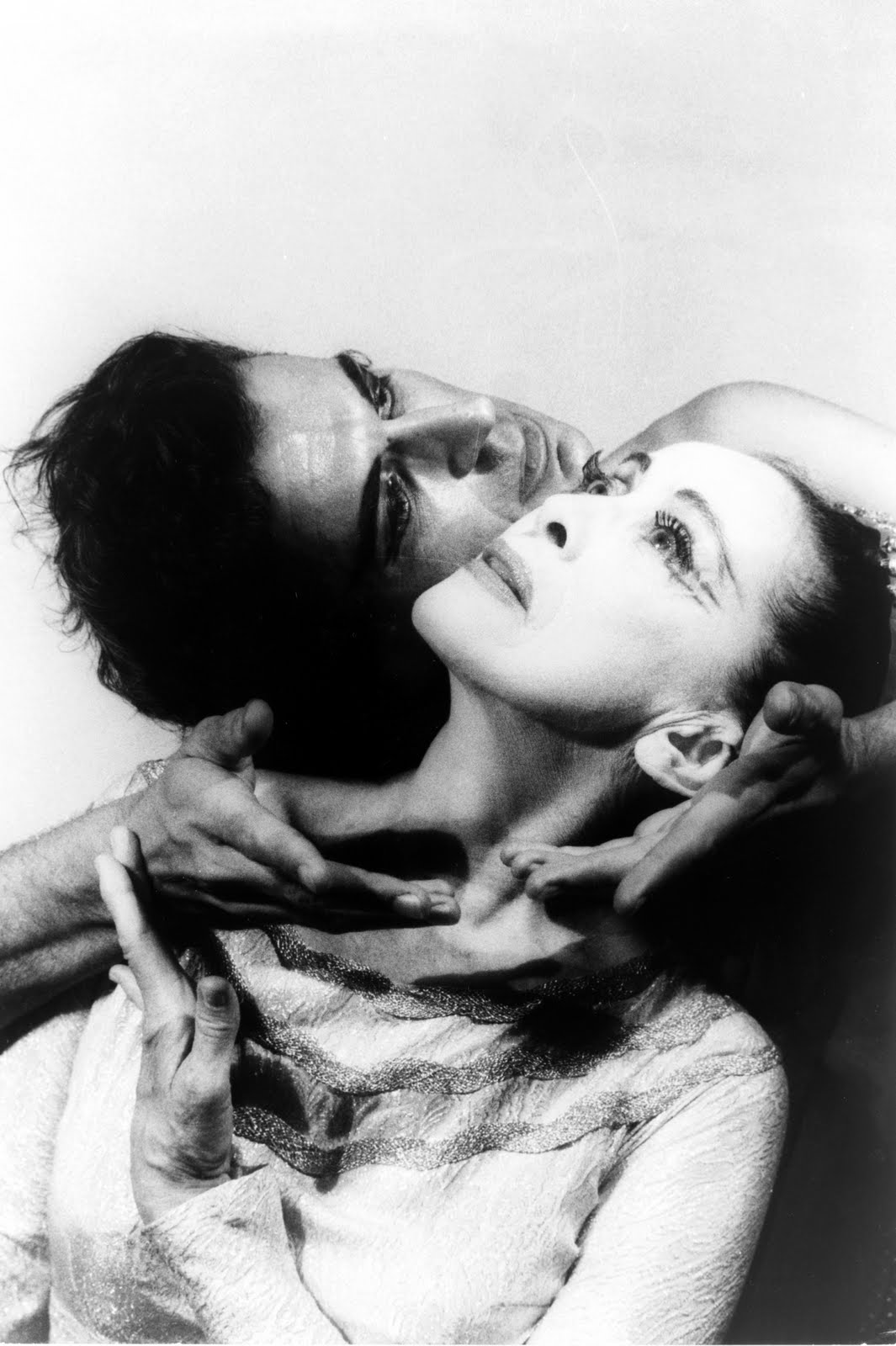
マーサ・グレアムとバートラム・ロス、1961年。撮影：カール・ヴァン・ヴェクテン

マーサ・グレアムは、しばしば、現代の20世紀の劇場舞踊の創始者と見なされる。 グレアムはバレエをあまりに偏っている、すなわちヨーロッパ的であり、帝国主義的であり、非アメリカ的であると見ていた。 彼女は1916年にデニショーン学校の生徒になり、1923年にはニューヨークに移って、ミュージカル・コメディ、ミュージックホールなどに出演し、また自ら振付にも取り組んだ。 グレアムは 収縮と解放（コントラクション・アンド・リリース）の概念に基づいた独自のダンス・テクニック、」「グレアム・テクニック」を開発する。グレアムの教えでは、「感じる」ことが求められた。「感じる」とは、床に接していることへの意識を高めると同時に、体全体に渡るエネルギーを感じ、それを観客まで届けることを意味する。 ダンスにおいてグレアムが開拓した点は、体の「中心」の強調（四肢を重視するバレエとは対照的）、呼吸と動きの連携、ダンサーと床の関係である。 
- 1923年：グレアムがデニショーンを離れ、グリニッジ・ヴィレッジ・フォリーズでソロのアーティストとして活動を始める。
- 1928年：ハンフリーとワイドマンがデニショーンを離れ、独自に学校と舞踊団を設立。
- 1933年：ショーンが、マサチューセッツ州ベケット（英語版）にある彼の農場ジェイコブズ・ピローを拠点に、男性のみの舞踊団テッド・ショーン・アンド・ヒズ・メン・ダンサーズを設立。

初期のモダンダンサーたちは、教師に教わったテクニックや構成の手法を放棄し、独自の手法と考え方およびダンス・テクニックを編み出した。これがモダンダンスの基礎となった。 
- レスター・ホートン（英語版）
- マーサ・グレアムとルイス・ホースト（英語版）
- ドリス・ハンフリーとチャールズ・ワイドマン（英語版）
- ヘレン・タミリス（英語版）は、自由運動（アイリーン・ルウィンソン（英語版））とバレエ（ミハイル・フォーキン）の訓練を受けた後、イザドラ・ダンカンのもとで短期間学ぶが、個人的な表現と叙情的な動きに重点を置くことが受け入れられなかった。タミリスは、ダンスごとに独自の表現手段を創造する必要があると考え、それゆえ個人としての様式やテクニックを生み出すことはなかった。振付家としてのタミリスは劇場舞踊とミュージカル・シアターの両方で活動し、アメリカ的なテーマによる作品を創作した。
- レスター・ホートンは、モダンダンスの中心地であるニューヨークから3,000マイル離れたカリフォルニアで活動することを選び、ネイティヴ・アメリカンのダンスやモダンジャズなどの多様な要素を取り入れた独自のアプローチを開発した。ホートンのダンス・テクニック「レスター・ホートン・テクニック」は、表現の自由を可能にする柔軟性、強さ、連携、身体への意識を含む全身体的なアプローチを重視している。

### 普及
1927年、新聞各紙は舞踊評論家と契約するようになり、ウォルター・テリーやエドウィン・デンビーは、音楽や演劇の評論家としてではなく、動きの専門家の観点からダンスの上演に向き合った。教育の分野においても、はじめは体育の一部として、次に舞台芸術として、モダンダンスが大学のカリキュラムに取り入れられていった。1934年にベニントン・カレッジに設立されたベニントン舞踊夏季学校では多くの大学教師が訓練を受けた。 
ベニントンのプログラムについて、アグネス・ド・ミルは次のように書いている。「...あらゆる種類のアーティスト、音楽家、デザイナーがうまく混ざり合っていた。それに、全国の大学での公演企画の担当者たちも集まって来ていた。ヨーロッパの観客の好みに偏った、3つの大きな独占的マネジメントによる束縛からも自由だった。その結果、初めてアメリカのダンサーがアメリカの全国ツアーの契約を得ることができ、これによって彼らのビジネスの始まりが告げられた」（de Mille, 1991, pp.20-30）。

### アフリカ系アメリカ人のモダンダンス

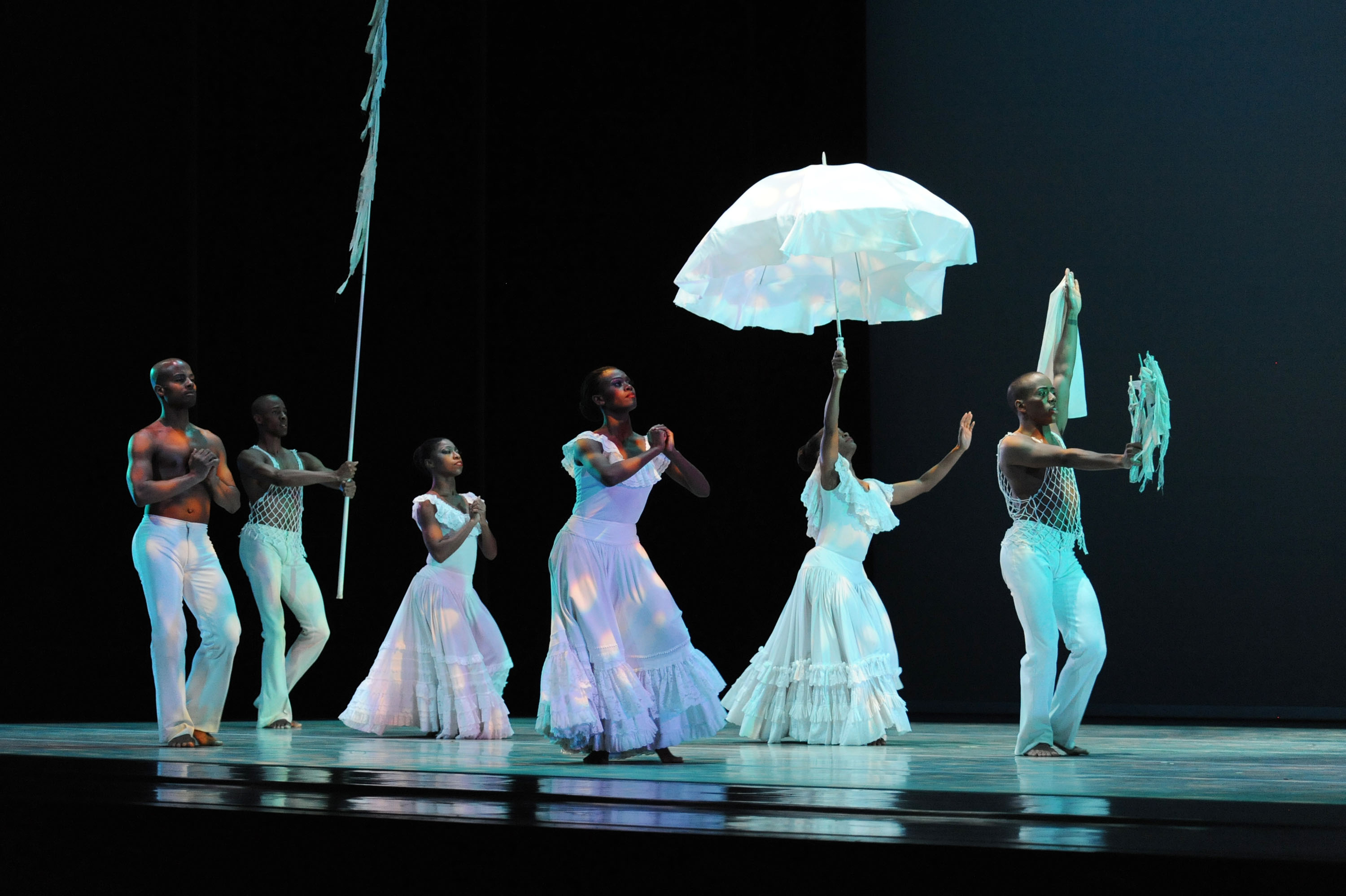
アルヴィン・エイリー・アメリカン・ダンス・シアターの Revelations

モダンダンスの発展過程ではアフリカ系アメリカ人の活躍もある。「純粋な」モダンダンス作品を作る傾向と、アフリカンのダンスやカリブのダンスとモダンダンスを混合させる傾向とがある。 
- キャサリン・ダナムは、アフリカ系アメリカ人のダンサー、人類学者。もとはバレエを踊っていたが、1936年に最初の舞踊団バレエ・ネーグルを設立。その後、イリノイ州シカゴに拠点を置くキャサリン・ダナム舞踊団を設立した。1945年、ダナムはニューヨークに学校を開き、アフリカとカリブ海の動き（柔軟な胴体と脊椎、よく動く骨盤、四肢のアイソレーション、ポリリズミカルな動き）とバレエやモダンダンスのテクニックを融合させたキャサリン・ダナム・テクニックを教えた。
- パール・プリムス（英語版）はダンサー、振付家、人類学者であり、アフリカやカリブ海の踊りを用いて、大きく宙を舞う力強く劇的な作品を作った。作品では人種問題やアフリカ系アメリカ人の問題を扱う黒人作家の著作をしばしば取り上げている。ラングストン・ヒューズの 『黒人は川を語る（英語版）』（1944年）や、ルイスアラン（英語版）』の『奇妙な果実』（1945年）などである。彼女の舞踊団はパール・プリマス舞踊言語研究所へと発展し、アフリカ系アメリカ人、カリブ海、アフリカの影響をモダンダンスやバレエのテクニックと融合させる手法を教えている。
- アルヴィン・エイリー（英語版）はまずレスター・ホートン（英語版）、ベラ・ルウィツキー、次いでマーサ・グレアムに師事し、劇場舞踊の分野で数年にわたり活動した。1958年、エイリーと若いアフリカ系アメリカ人ダンサーのグループはニューヨークでアルヴィン・エイリー・アメリカン・ダンス・シアター（英語版）として旗揚げ公演を行う。エイリーの発想の源は、テキサス時代の自らの「血の記憶」、ブルース、黒人霊歌、ゴスペルなどであった。最も人気があり、批評家からも評価されている代表作が Revelations （1960年）である。

## モダンダンスの遺産
モダンダンスの遺産は、20世紀の劇場舞踊の系譜の中に見ることができる。多様な形式が生まれてはいるが、大勢の独創的なアーティストが、自由舞踊（フリーダンス）にまで遡れる遺産を共有している。 

### ポストモダンダンス
ポストモダンダンスは、1960年代のアメリカで社会が政治と芸術における真理や理念に疑問を投げかける中で発展した。この時期は、芸術における社会的および文化的な実験が活発化していた。振付家たちは特定の流派や様式を作らなくなった。さまざまな時代のダンスからの影響は、さらに不明瞭かつ断片的になった。 ポストモダンダンスにおいて音楽が用いられないことはごく一般的である。

## 教師とその生徒たち
ここではモダンダンスにおける重要な教師と生徒の関係の一部を示す。 
- ロイ・フラー

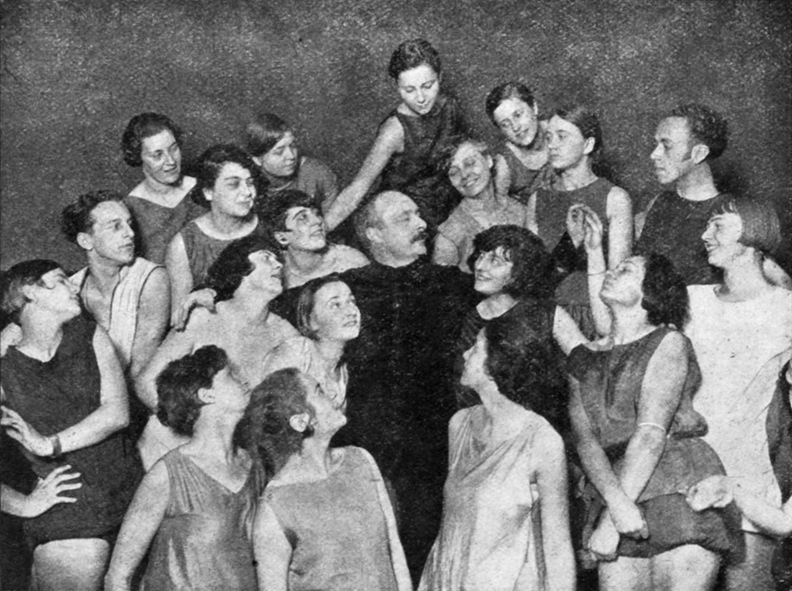
ルドルフ・フォン・ラバンとその舞踊学校の生徒たち。ベルリン、1929年

- イザドラ・ダンカン — ダンカンテクニック
- ルース・セント・デニス
  - デニショーン（英語版）
  - デニショーン（学校および舞踊団） 
    - ドリス・ハンフリーとチャールズ・ワイドマン（英語版）
      - ハンフリー＝ワイドマン（英語版）・スクール — ハンフリー＝ワイドマン・テクニック
        - ホセ・リモン — リモン・テクニック

    - マーサ・グレアム — グレアム・テクニック
      - エリック・ホーキンス（英語版）（ジョージ・バランシン経由） — ホーキンス・テクニック
      - アンナ・ソコロウ（英語版）
      - メイ・オドネル（英語版）
      - マース・カニンガム — カニンガム・テクニック（ポストモダンダンスも参照） 
        - イヴォンヌ・レイナー
        - マーガレット・ジェンキンス（英語版）
        - スティーヴ・パクストン
        - トリシャ・ブラウン
        - リチャード・アルストン (振付師)（英語版）

      - ポール・テイラー (振付師)（英語版）
        - トワイラ・サープ

      - オハッド・ナハリン
- レスター・ホートン（英語版） — ホートン・テクニック 
  - ベラ・ルウィツキー（英語版）
  - アルヴィン・エイリー（英語版）
- ルドルフ・フォン・ラバン
  - クルト・ヨース（英語版）
    - ピナ・バウシュ(タンツテアター）

  - マリー・ヴィグマン（表現舞踊） 
    - ウルスラ・カイン（英語版）
      - ハイケ・ヘニッヒ（英語版）

    - ハンヤ・ホルム（英語版）
      - ヴァレリー・ベティス（英語版）
      - アルウィン・ニコライ（英語版）
        - マレー・ルイス（英語版）
        - ビヴァリー・シュミット・ブロッサム（英語版）
- エミール・ジャック＝ダルクローズ
  - マリー・ヴィグマン
  - マリー・ランバート
- キャサリン・ダナム — キャサリン・ダナム・テクニック
- パール・プリムス（英語版）
  - ガース・フェイガン（英語版）
- ヘレン・タミリス（英語版）
  - ダニエル・ナグリン（英語版）

## 参考資料
1. ↑  Scheff, Helene; Marty Sprague; Susan McGreevy-Nichols (2010). Exploring dance forms and styles: a guide to concert, world, social, and historical dance. Human Kinetics. p. 87. ISBN 0-7360-8023-6
2. ↑  Legg, Joshua (2011). Introduction to Modern Dance Techniques. Hightstown, NJ: Princeton Book Company. p. xviii. ISBN 978-0-87127-3253
3. ↑  Kurth, P. (2001). Isadora: A sensational life. Boston: Little, Brown & Co.. pp. 28–29
4. ↑  Legg, Joshua (2011). Introduction to Modern Dance Techniques. Hightstown, NJ: Princeton Book Company. p. 1. ISBN 978-0-87127-3253
5. ↑  Anderson, Jack (1997). Art Without Boundaries: The world of modern dance. Iowa City: University of Iowa Press. p. 8
6. ↑  McPherson, Elizabeth (2008). The Contributions of Martha Hill to American Dance and Dance Education, 1900-1995. Lewisto n: The Edwin Mellen Press. p. 5
7. ↑  Rath, Emil (1914). Aesthetic Dancing. New York: A. S. Barnes Company. p. v-vi
8. 1 2  森田玲子 2015, p. 5.
9. ↑  “UNESCO - The practice of Modern Dance in Germany” (英語). ich.unesco.org. 2023年1月25日閲覧。
10. ↑  Ware, Susan. "Notable American Women". Harvard University Press, 2004, p. 305-306.
11. ↑  Siegel, Marcia B. "The Shapes of Change: Images of American Dance". University of California Press, 1979, p. 168-169.
12. ↑  Cullen, Frank. "Vaudeville: Old & New". Psychology Press, 2007, p. 449.
13. 1 2  “Origins of Contemporary Dance”. 2012年2月28日閲覧。
14. ↑  “Modern Dance Pioneers”. 2012年2月28日閲覧。
15. ↑  “Modern Dance History”. 2012年2月28日閲覧。
16. ↑  Bird's Eye View: Dancing with Martha Graham and on Broadway/Dorothy Bird and Joyce Greenberg; with an introduction by Marcia B. Siegel, 1997